# ستيوارت ميتكالف
ستيوارت ميتكالف (بالإنجليزية: Stuart Metcalfe)‏ هو لاعب كرة قدم بريطاني، ولد في 6 أكتوبر 1950 في بلاكبرن في المملكة المتحدة. لعب مع بلاكبيرن روفرز ونادي كارلايل يونايتد ونادي كرو ألكساندرا.